# Sockel AM4
AM4 ist ein CPU-Sockel der Firma AMD für die APUs der Bristol-Ridge-Generation und die Ryzen- und Athlon-Prozessoren der Architekturen Zen, Zen+, Zen 2 und Zen 3.
Es ist der erste Sockel von AMD, der DDR4-Speicher unterstützt (bis zu vier Module im Dual-Channel-Betrieb). Er ist sowohl zu CPUs als auch zu APUs kompatibel und deckt das gesamte Spektrum von Low- bis High-End ab. Dementsprechend sind auch verschiedene Chipsätze vorhanden: X570, B550, A520, X470, B450, X370, B350, A320, X300, B300, A300. Seit dem 2. März 2017 wird er für die Ryzen-CPUs verwendet. Der zuvor geplante Sockel FM3 wurde durch AM4 ersetzt. Die Ryzen-5000er-CPUs mit 3D Cache (Zen 3D) sind die letzten kompatiblen Prozessoren.
Der AM4 ist zu früheren AMD-Sockeln nicht kompatibel, was sowohl für Prozessoren als auch für (zu verschraubende) Prozessorkühler gilt. Die Kühler-Montagebohrungen des Mainboards bilden ein Rechteck von 54 mm × 90 mm (gegenüber 48 mm × 96 mm bei AM3+ und FM2+). Für einige Kühlermodelle werden Umrüstsätze angeboten. Mittels Laschen und Spannklammer zu befestigende Kühler-Lüfter-Einheiten sind dagegen kompatibel.

## Markteinführung
Fertigrechner mit dem Sockel AM4 werden seit dem 5. September 2016 gebaut, zuerst nur mit Bristol-Ridge-APUs. Dem Endkunden werden Mainboards und Prozessoren mit AM4 seit der Markteinführung von Ryzen am 2. März 2017 angeboten.

## Chipsätze
| Chipsatz                        | Chipsatz                        | A320                               | B350                               | X370                               | B450                               | X470                               | A520                               | B550                               | X570                               |
| ------------------------------- | ------------------------------- | ---------------------------------- | ---------------------------------- | ---------------------------------- | ---------------------------------- | ---------------------------------- | ---------------------------------- | ---------------------------------- | ---------------------------------- |
| Architektur (PCH)               | Architektur (PCH)               | Promontory                         | Promontory                         | Promontory                         | Promontory                         | Promontory                         | Promontory                         | Promontory                         | Bixby                              |
| CPU- Unterstützung              | Zen 3                           | Variiert (a)                       | Variiert (a)                       | Variiert (a)                       | Variiert (b)                       | Variiert (b)                       | Variiert (b)                       | Variiert (b)                       | Ja                                 |
| CPU- Unterstützung              | Zen 2                           | Variiert (a)                       | Variiert (a)                       | Variiert (a)                       | Ja                                 | Ja                                 | Ja                                 | Ja                                 | Ja                                 |
| CPU- Unterstützung              | Zen+                            | Ja                                 | Ja                                 | Ja                                 | Ja                                 | Ja                                 | Ja                                 | Ja                                 | Ja                                 |
| CPU- Unterstützung              | Zen                             | Ja                                 | Ja                                 | Ja                                 | Ja                                 | Ja                                 | Variiert                           | Variiert                           | Ja                                 |
| Übertaktung                     | CPU                             | Nein                               | Ja                                 | Ja                                 | Ja                                 | Ja                                 | Nein                               | Ja                                 | Ja                                 |
| Übertaktung                     | RAM                             | Ja                                 | Ja                                 | Ja                                 | Ja                                 | Ja                                 | Ja                                 | Ja                                 | Ja                                 |
| PCIe- Unterstützung (maximal)   | CPU-PCH Anbindung               | 3.0 ×4                             | 3.0 ×4                             | 3.0 ×4                             | 3.0 ×4                             | 3.0 ×4                             | 3.0 ×4                             | 4.0 ×4                             | 4.0 ×4                             |
| PCIe- Unterstützung (maximal)   | CPU- Konfiguration              | 1×16 (3.0)                         | 1×16 (3.0)                         | 1×16 oder 2×8 (3.0)                | 1×16 (3.0)                         | 1×16 oder 2×8 (3.0)                | 1×16 (3.0)                         | 1×16 oder 2×8 (4.0)                | 1×16 oder 2×8 (4.0)                |
| PCIe- Unterstützung (maximal)   | 4.0 (CPU)                       | 0                                  | 0                                  | 0                                  | 0                                  | 0                                  | 0                                  | 2                                  | 3                                  |
| PCIe- Unterstützung (maximal)   | 3.0 (CPU)                       | 1                                  | 2                                  | 2                                  | 2                                  | 2                                  | 1                                  | 0                                  | 0                                  |
| PCIe- Unterstützung (maximal)   | 3.0 (PCH)                       | 2                                  | 0                                  | 0                                  | 0                                  | 0                                  | 3                                  | 3                                  | 3                                  |
| PCIe- Unterstützung (maximal)   | 2.0 (PCH)                       | 3                                  | 4                                  | 4                                  | 4                                  | 4                                  | 0                                  | 0                                  | 4                                  |
| Multi-GPU                       | CrossFire                       | Nein                               | Ja                                 | Ja                                 | Ja                                 | Ja                                 | Nein                               | Ja                                 | Ja                                 |
| Multi-GPU                       | SLI                             | Nein                               | Nein                               | Ja                                 | Nein                               | Ja                                 | Nein                               | Variiert                           | Ja                                 |
| USB 2.0-Anschlüsse (480 Mbit/s) | USB 2.0-Anschlüsse (480 Mbit/s) | 6                                  | 6                                  | 6                                  | 6                                  | 6                                  | 6                                  | 6                                  | 4                                  |
| USB 3.2- Anschlüsse (maximal)   | Gen 1 (5 Gbit/s)                | 2                                  | 2                                  | 6                                  | 2                                  | 6                                  | 2                                  | 2                                  | 0                                  |
| USB 3.2- Anschlüsse (maximal)   | Gen 2 (10 Gbit/s)               | 1                                  | 2                                  | 2                                  | 2                                  | 2                                  | 1                                  | 2                                  | 8                                  |
| Speicher- eigenschaften         | SATA-Anschlüsse                 | 4                                  | 4                                  | 8                                  | 4                                  | 8                                  | 4                                  | 6                                  | 12                                 |
| Speicher- eigenschaften         | RAID                            | 0, 1, 10                           | 0, 1, 10                           | 0, 1, 10                           | 0, 1, 10                           | 0, 1, 10                           | 0, 1, 10                           | 0, 1, 10                           | 0, 1, 10                           |
| Speicher- eigenschaften         | AMD StoreMI                     | Nein                               | Nein                               | Nein                               | Ja                                 | Ja                                 | Ja                                 | Ja                                 | Ja                                 |
| WLAN + Bluetooth                | WLAN + Bluetooth                | 802.11ac (Wi-Fi 5) + Bluetooth 5.0 | 802.11ac (Wi-Fi 5) + Bluetooth 5.0 | 802.11ac (Wi-Fi 5) + Bluetooth 5.0 | 802.11ac (Wi-Fi 5) + Bluetooth 5.0 | 802.11ac (Wi-Fi 5) + Bluetooth 5.0 | 802.11ac (Wi-Fi 5) + Bluetooth 5.0 | 802.11ax (Wi-Fi 6) + Bluetooth 5.2 | 802.11ax (Wi-Fi 6) + Bluetooth 5.2 |
| Maximale Verlustleistung TDP    | Maximale Verlustleistung TDP    | 5 W                                | 5 W                                | 5 W                                | 5 W                                | 5 W                                | 5 W                                | 5 W                                | 15 W                               |
| Markteinführung                 | Markteinführung                 | Februar 2017                       | Februar 2017                       | Februar 2017                       | März 2018                          | März 2018                          | August 2020                        | Juni 2020                          | Juli 2019                          |